# Водседялек, Алеш
А́леш Во́дседялек (чеш. Aleš Vodseďálek [ˈalɛʃ ˈvotsɛɟaːlɛk]; род. 5 марта 1985 года в Йилемнице) — чешский двоеборец, участник двух Олимпийских игр.
В Кубке мира Водседялек дебютировал в 2006 году, в январе 2009 года единственный раз попал в десятку лучших на этапе Кубка мира, в командных соревнованиях. Кроме этого на сегодняшний момент имеет 3 попадания в тридцатку лучших на этапах Кубка мира, все в личных соревнованиях. Лучшим достижением в итоговом зачёте Кубка мира для Водседялека является 55-е место в сезоне 2007-08.
На Олимпиаде-2006 в Турине стартовал в двух дисциплинах: командные соревнования — 8-е место, спринт — 47-е место.
На Олимпиаде-2010 в Ванкувере стал 8-м в команде, кроме того занял 44-е место в соревнованиях с нормального трамплина + 10 км и 34-е место в соревнованиях с большого трамплина + 10 км.
За свою карьеру участвовал в двух чемпионатах мира, лучший результат — 6-е место в командных соревнованиях на чемпионате мира 2009 в Либереце.
Использует лыжи производства фирмы Fischer.